# HMS Volage (R41)
«Волейдж» (англ. HMS Volage (R41) — військовий корабель, ескадрений міноносець типу «V» Королівського військово-морського флоту Великої Британії часів Другої світової та Холодної воєн.
Ескадрений міноносець «Волейдж» закладений 31 грудня 1942 року на верфі компанії J. Samuel White на острові Коуз. 15 грудня 1943 року він був спущений на воду, а 26 травня 1944 року увійшов до складу Королівських ВМС Великої Британії. Есмінець взяв участь у бойових діях на морі в Другій світовій війні, бився у Північній Атлантиці, біля берегів Європи, супроводжував арктичні та атлантичні конвої. За проявлену мужність та стійкість у боях бойовий корабель заохочений бойовою відзнакою.

## Бойовий шлях

### 1944
17 липня разом з іншими кораблями британського флоту прикривав авіаносну групу з авіаносців «Формідабл», «Індіфатігебл» та «Фьюріос», що проводили чергову спробу атакувати німецький лінійний корабель «Тірпіц» у норвезькому фіорді Каафіорд.
З 17 до 23 вересня 1944 року есмінець супроводжував конвой JW 60 до Мурманська та зворотний конвой RA 60.